# 숀 멘데즈 스토리
《숀 멘데즈 스토리》(영어: Shawn Mendes: Wonder)는 2020년에 넷플릭스에서 공개한 미국의 영화이다.

## 캐스팅
- 숀 멘데즈